# Padár
Padár is een plaats (község) en gemeente in het Hongaarse comitaat Zala. Padár telt 149 inwoners (2001).